# Hayden (Idaho)
Hayden é uma cidade localizada no estado americano de Idaho, no Condado de Kootenai.

## Demografia
Segundo o censo americano de 2000, a sua população era de 9159 habitantes.
Em 2006, foi estimada uma população de 12.349, um aumento de 3190 (34.8%).

## Geografia
De acordo com o United States Census Bureau tem uma área de
20,3 km², dos quais 20,3 km² cobertos por terra e 0,0 km² cobertos por água. Hayden localiza-se a aproximadamente 697 m acima do nível do mar.

## Localidades na vizinhança
O diagrama seguinte representa as localidades num raio de 12 km ao redor de Hayden.